# Публицианов иск
Публи́циев иск — разновидность виндикационного иска в римском праве. По нему добросовестный приобретатель получал право истребования вещи на том же основании, как если бы он был собственником.
Публициев иск, предположительно, был введён претором Публицием около 67 года до н. э. в виде эдикта, получившего название Edictum Publicianum. Его текст до наших дней не сохранился. Иск, который на основании этого эдикта заявлялся, назывался Publiciana in rem actio. Формула этого иска изложена Гаем (Gai. IV, 36): «Iudex esto. Si quem hominem As As emit, et is ei traditus est, anno possedisset, tum si eum hominem de quo agitur ex jure Quiritium ejus esse oporteret et reliqua» (то есть: si is homo Ao Ao arbitrio tuo non restituetur, quanti ea res erit tantam pecuniam judex Nm Nm Ao Ao condemna, si non paret, absolve) ("Да будет назначен судья. Если раб, которого Авл Агерий купил и который ему был передан [продавцом], должен был бы принадлежать ему по праву квиритов, если бы он провладел им в течение года (то есть: «если этот раб по твоему решению не возвратится к Авлу Агерию, то сколько эта вещь стоит, на такую денежную сумму ты, судья, Нумерия Нигидия осуди в пользу Авла Агерия, если не окажется [этих обстоятельств], оправдай»)).
Этот иск использовался для защиты бонитарного (преторского) собственника и лица, которое приобрело собственность от несобственника, не зная об этом. Посредством иска с фикцией мог защитить свои права добросовестный владелец вещи, который имел все права на вещь, но владел вещью менее 10 лет (то есть меньше срока приобретательной давности). Фикция заключалась в том, что претор предписывал судье предположить, что срок давности уже истёк и владелец вещи стал её собственником. Иск с фикцией применялся только к вещам, годным к давностному владению (не мог применяться к похищенной вещи или вещи, отобранной насильно).
Аналогом Публицианова иска в современном российском праве является положение пункта 2 статьи 234 Гражданского кодекса РФ о том, что до приобретения на имущество права собственности в силу приобретательной давности лицо, владеющее имуществом как своим собственным, имеет право на защиту своего владения против третьих лиц, не являющихся собственниками имущества, а также не имеющих прав на владение им в силу иного предусмотренного законом или договором основания.